# Growing Underground
Growing Underground – firma zajmująca się technologią rolnictwa miejskiego z siedzibą w Londynie w Wielkiej Brytanii. Firma posiada podziemne plantacje ziół 33 metry pod ulicami Londynu. Growing Underground została założona przez Richarda Ballarda i Stevena Dringa, współpracowników szefa kuchni Michela Roux Jr., w 2015 roku. Założyli firmę, aby produkować przyjazne dla środowiska przyrodniczego, wysokiej jakości warzywa i zioła.
Firma prowadzi swoje uprawy w tunelach z czasów II wojny światowej, poniżej londyńskiej linii metra Northern Line, która była używana jako schron przeciwbombowy podczas wojny. Założyciele twierdzą, że ich zioła są produkowane w systemie hydroponicznym i zużywają znacznie mniej wody w środowisku wolnym od pestycydów. Plantacje są oświetlane lampami LED, zajmują około 550 metrów kwadratowych i są w stanie wyhodować nawet 20 tysięcy kilogramów warzyw rocznie.